# Дунев (Львовская область)
Дунев (укр. Дунів) — село в Бусской городской общине Золочевского района Львовской области Украины.
Население по переписи 2001 года составляло 70 человек. Занимает площадь 0,467 км². Почтовый индекс — 80544. Телефонный код — 3264.